# OGE Energy
Die OGE Energy Corp. ist ein Elektrizitätsversorger aus den Vereinigten Staaten mit Sitz in Oklahoma City. OGE Energy ist die Dachgesellschaft der drei Unternehmen OG&E Electric Services, Enogex LLC und OGE Energy Resources.

## Geschichte
Die Gründung von Oklahoma Gas & Electric erfolgte am 27. Februar 1902 durch Edward H. Cooke, fünf Jahre vor der Gründung des Bundesstaates Oklahoma. Bereits 1928 war man durch eine Reihe von Akquisitionen der größte Energieversorger des Bundesstaates. 1947 wurden durch eine Reihe von Tornados (Glazier–Higgins–Woodward Tornados) sämtliche Einrichtungen der OG&E zerstört und mussten anschließend wieder errichtet werden. So war man 1949 eines der ersten Unternehmen, das Gasturbinen in Kombination mit Dampfturbinen einsetzte, um Energie zu gewinnen.
1963 wurde an der Horseshoe Lake Station das damals weltweit größte Gas-und-Dampf-Kombikraftwerk mit einer Leistung von 235 Megawatt errichtet. Im Laufe des Jahres 1986 übernahm Oklahoma Gas & Electric das Unternehmen Enogex, das ein gut 10.000 Meilen großes Netz aus Pipelines in Arkansas, Missouri, Oklahoma und Texas betreibt. 1997 gründete OG&E mit OGE Energy Resources das zweite Tochterunternehmen des Konzerns.